# ヴォルテル・ガズミン
ヴォルテル・トゥヴェラ・ガズミン（英語: Voltaire Tuvera Gazmin、1944年10月22日 - ）は、フィリピンの政治家。2010年6月から2016年6月まで国防大臣を務めた。

## 経歴
1944年10月22日にタルラック州モンカダに誕生する。フィリピン大学に進学した後は1964年にフィリピン陸軍士官学校に編入し、1968年3月24日に士官学校を卒業した。1985年にアメリカ陸軍指揮幕僚大学に留学し、修士号を取得する。1990年にマヌエル・L・ケソン大学で学位を取得し、1999年7月13日にフィリピン陸軍の司令官に任じられる。2000年10月22日に軍を退役した後は2002年5月1日からカンボジアの大使を務めたが、大腸癌を患って2004年6月30日に退任した。
2010年6月に大統領に就任したベニグノ・アキノ3世の招聘に応じて国防大臣に就任し、2016年6月まで同職にあった。在任中は2014年4月にアメリカと新軍事協定を締結した。

## 発言
- 2013年6月に中国人民解放軍の戚建国副総参謀長は「（中国は海上で他国に）挑発した事は無い」と言った。これに対して「(中国は)言っている事と、やっている事が違う」と発言した[1]。
- 2014年1月に中国は「南シナ海に入る場合、中国の許可を得ること」を中国以外の国の漁船に義務付けた。これに対して、「彼らのルールに従うつもりは無い」・「必要なら海軍が自国の漁船を護衛する」と述べた[2]。